# Ленточница рыжая
Ленточница рыжая или ленточница красно-жёлтая (лат. Catocala diversa) — ночная бабочка из семейства Erebidae.

## Описание
Размах крыльев — 34—49 мм. На передних крыльях основной фон коричневато-серый с чёрными поперечными полосками, оторочка беловато-серая. Задние крылья красновато-жёлтого либо оранжевого цвета с чёрной внутренней медиальной полосой и наружным краем. Около вершинного угла имеется небольшое пятно жёлтого цвета, оторочка жёлто-белого цвета, остальная оторочки серого цвета.

## Ареал
Встречается в Южной Европе, локально в Центральной Европе (Карпатские горы, Балканы), Малой Азии, на южном берегу Крыма.

## Биология
За год развивается в одном поколении. Зимует на стадии яйца. Гусеница питается листьями дуба (преимущественно молодыми деревьями) с апреля по июнь. Время лёта с июня до начала сентября.

## Охрана
Вид занесен в Красную книгу Украины, как редкий вид.